# Agestrata alexisi
Agestrata alexisi är en skalbaggsart som beskrevs av Devecis 2004. Agestrata alexisi ingår i släktet Agestrata och familjen Cetoniidae. Inga underarter finns listade i Catalogue of Life.